# 753
Вижте пояснителната страница за други значения на 753.

## Събития
- Папа Стефан II (III) моли Пипин III за помощ срещу лангобардите на крал Айзтулф.